# Circondario di Limburg-Weilburg
Il circondario di Limburg-Weilburg è uno dei circondari dello stato tedesco dell'Assia.
Fa parte del distretto governativo di Gießen.

## Città e comuni
(Abitanti al 31 dicembre 2022)
| Comuni del circondario | Città 1. Bad Camberg (14 294) 2. Hadamar (13 042) 3. Limburg a. d. Lahn (36 053) 4. Runkel (9 457) 5. Weilburg (13 334) | Comuni 1. Beselich (5 789) 2. Brechen (6 475) 3. Dornburg (8 739) 4. Elbtal (2 441) 5. Elz (7 949) 6. Hünfelden (9 790) 7. Löhnberg (4 645) 8. Mengerskirchen, Marktflecken (5 764) 9. Merenberg, Marktflecken (3 219) 10. Selters (Taunus) (8 092) 11. Villmar, Marktflecken (6 775) 12. Waldbrunn (Assia) (5 877) 13. Weilmünster, Marktflecken (8 916) 14. Weinbach (4 233) |